# Château de Villers
Pour les articles homonymes, voir Château de Villers (homonymie).
Le château de Villers est une maison forte située à Maisoncelle-et-Villers, dans le département des Ardennes en région Grand Est. C'est l'ancienne maison forte de Villers-devant-Raucourt.

## Description
Le corps de logis principal du château est bâti sur un plan rectangulaire, assez massif, flanqué de trois tourelles d'angle cylindriques. Une quatrième tourelle, au nord-ouest a été sans doute détruite à une époque indéterminée. Enfin, une cinquième tourelle est dressée au milieu de la façade septentrionale, abritant un escalier à vis.
Une construction a été accolée au château en 1913: une maison basse (rez-de-chaussée et toit, sans étage) construite dans les mêmes pierres.
Dans la cour de ferme, une des dépendances dispose d'un toit en pavillon remontant au XVIIe siècle.

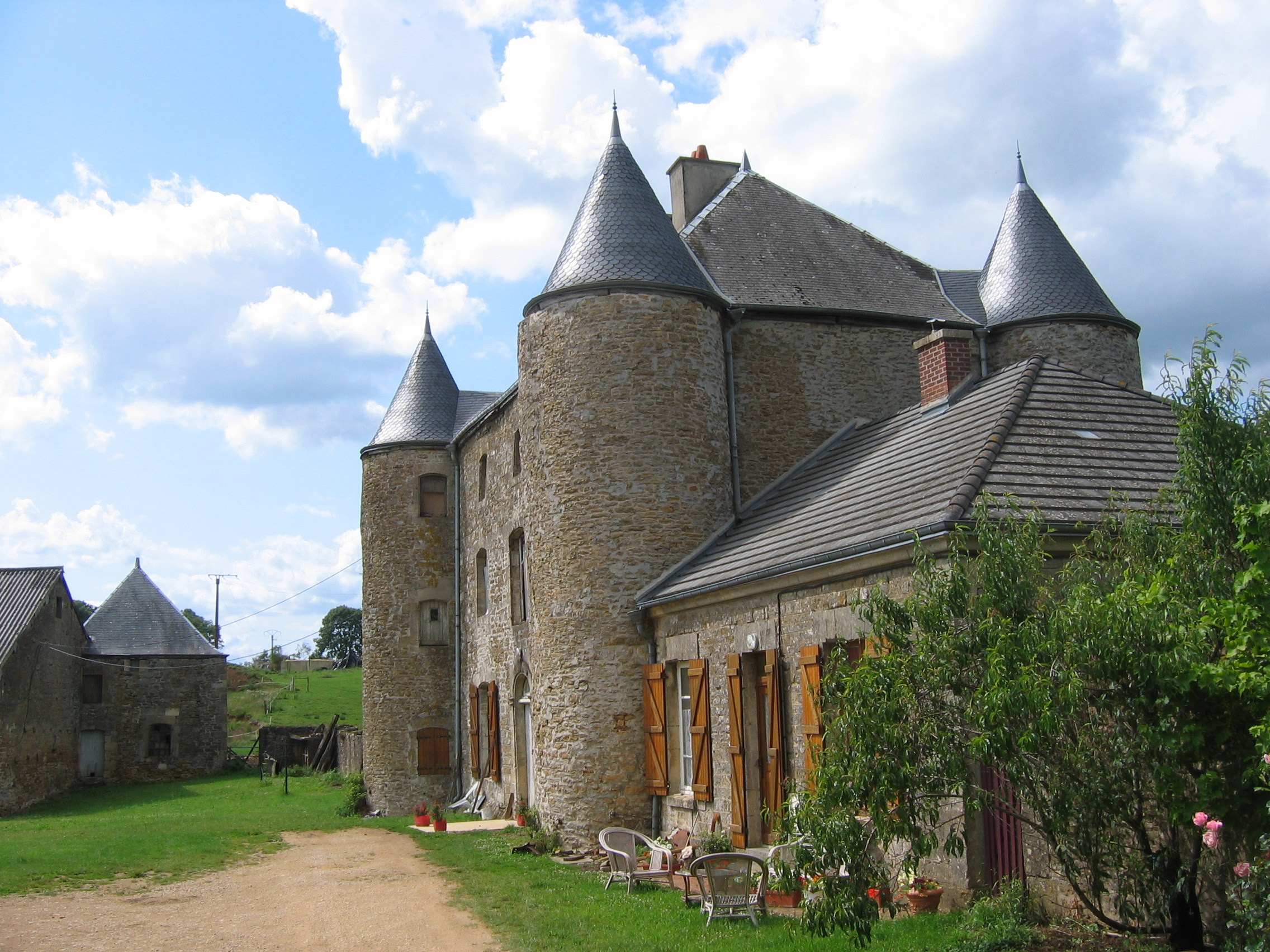
Vue Sud-Est, à l'entrée de la cour de ferme
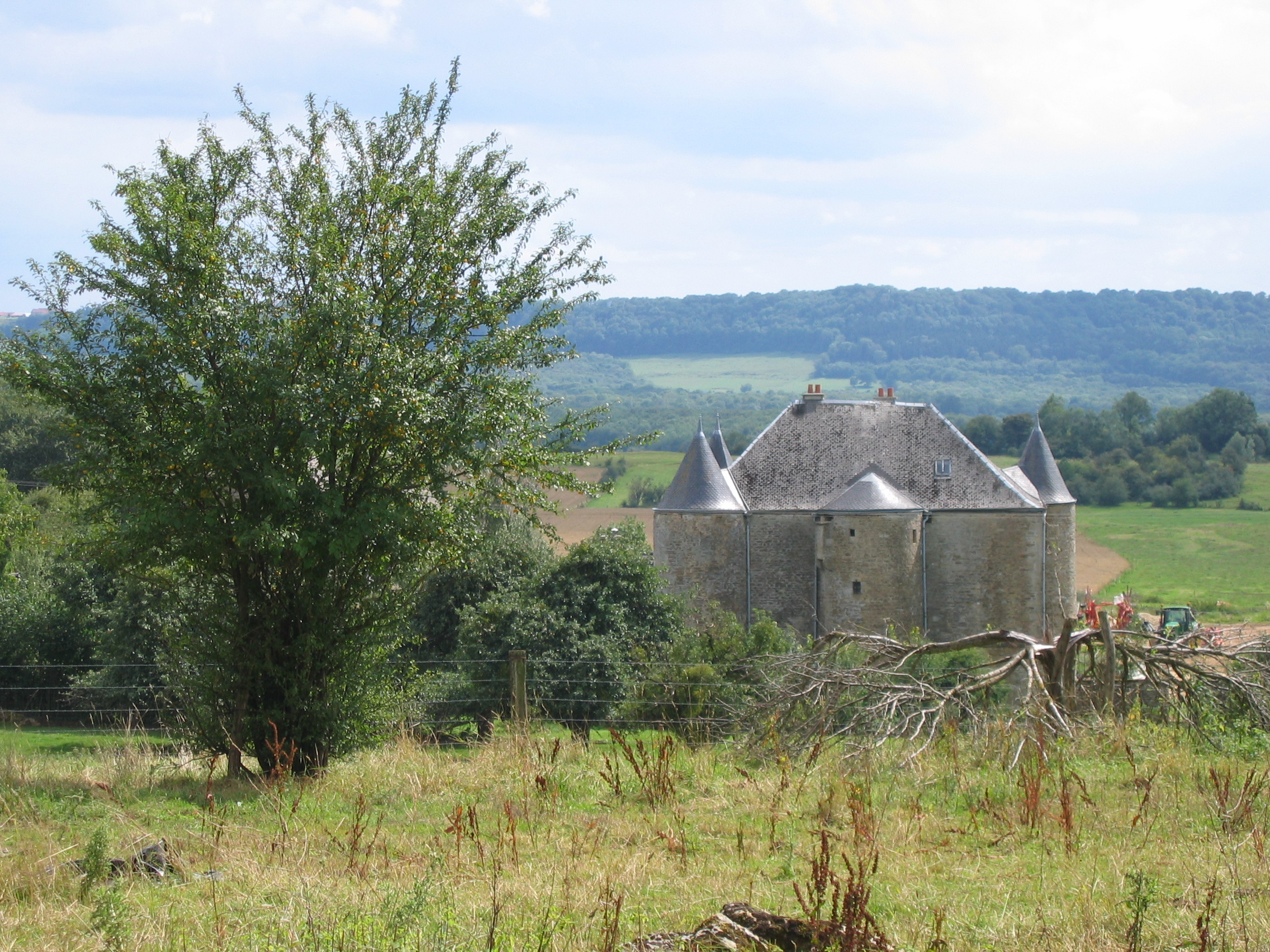
De la route menant au château à partir du hameau

À l'intérieur du corps de logis principal, construit sur caves voûtées, deux grandes salles au rez-de-chaussée sont séparées par un couloir desservant l'escalier logé dans la tourelle. Ces deux grandes salles sont dotées de cheminées style Louis XIII. À l'étage, les salles possèdent des cheminées style Louis XIV et des solives à la française. La façade principale mentionne une date, 1741, date à laquelle le bâtiment a sans doute fait l'objet de réaménagement agrandissant les ouvertures et améliorant le confort. La façade arrière a conservé son aspect du XVIe siècle.

## Localisation
Le château est situé sur le hameau de Villers, dans la commune de Maisoncelle-et-Villers, Ardennes.
Il est un peu à l'écart de la route D27 : il faut prendre dans le hameau une petite route de campagne, perpendiculaire à la D27.
Le château est en contrebas : le hameau est à 280 mètres d'altitude et cette maison forte est à 262 mètres d'altitude.

## Historique
Le château a été la propriété des seigneurs successifs de Villers-devant-Raucourt, notamment les familles de Tige (qui l'ont construit), de Villelongue, d'Argy, et de Galopin.
Il a été plusieurs fois attaqué et saccagé, en particulier en 1622 par les troupes d'Ernst von Mansfeld, et en 1641 par les troupes sedanaises après la bataille de la Marfée. Il a été chaque fois réaménagé.
C'est désormais une exploitation agricole et une demeure privée.
L'édifice est inscrit au titre des monuments historiques en 2000.